# Давангер, Флемминг
Фле́мминг Дава́нгер (норв. Flemming Davanger; род. 1 апреля 1963, Берген) — норвежский кёрлингист. Олимпийский чемпион (2002).
В составе мужской сборной Норвегии участник зимних Олимпийских игр 2002 (олимпийские чемпионы) и 2006 (заняли пятое место); также участвовал в зимних Олимпийских играх 1992 года, где кёрлинг был представлен как демонстрационный вид спорта и где мужская команда Норвегии завоевала серебряную медаль. Участник одиннадцати чемпионатов мира (лучший результат — серебряные призёры в 2002), десяти чемпионатов Европы (лучший результат — чемпионы в 2005). Неоднократный чемпион Норвегии среди мужчин. В составе юниорской мужской сборной Норвегии участник чемпионатов мира (лучший результат — серебряные призёры в 1983). В составе мужской сборной ветеранов Норвегии участник четырёх чемпионатов мира (лучший результат — пятое место в 2019, 2024).
Ранее играл в основном на позициях третьего и второго, в последние годы играет на позиции четвёртого и является скипом команды.

## Достижения
- Зимние Олимпийские игры: золото (2002), серебро (1992 — демонстрационный вид).
- Чемпионат мира по кёрлингу среди мужчин: серебро (2002); бронза (2001, 2003).
- Чемпионат Европы по кёрлингу: золото (2005), бронза (1986, 2004).
- Чемпионат Норвегии по кёрлингу среди мужчин: золото (1999, 2001, 2002, 2005).
- Чемпионат мира по кёрлингу среди юниоров: серебро (1983).

## Команды
| Сезон                       | Четвёртый            | Третий               | Второй              | Первый               | Запасной                                       | Турниры                      |
| --------------------------- | -------------------- | -------------------- | ------------------- | -------------------- | ---------------------------------------------- | ---------------------------- |
| 1979—80                     | Пол Трульсен         | Флемминг Давангер    | Стиг-Арне Гуннестад | Челль Берг           |                                                | ЧМЮ 1980 (9 место)           |
| 1980—81                     | Пол Трульсен         | Флемминг Давангер    | Стиг-Арне Гуннестад | Челль Берг           |                                                | ЧМЮ 1981 (6 место)           |
| 1981—82                     | Пол Трульсен         | Флемминг Давангер    | Стиг-Арне Гуннестад | Челль Берг           |                                                | ЧЕ 1981 (6 место)            |
| 1982—83                     | Пол Трульсен         | Флемминг Давангер    | Стиг-Арне Гуннестад | Челль Берг           | тренер: Бо Бакке (ЧМЮ)                         | ЧЕ 1982 (7 место) · ЧМЮ 1983 |
| 1985—86                     | Тормод Андреассен    | Флемминг Давангер    | Стиг-Арне Гуннестад | Челль Берг           | Пауль Энгер тренер: Nils Myhre                 | ЧМ 1986 (6 место)            |
| 1986—87                     | Тормод Андреассен    | Флемминг Давангер    | Стиг-Арне Гуннестад | Челль Берг           |                                                | ЧЕ 1986                      |
| 1989—90                     | Эйгиль Рамсфьелл     | Шур Лоэн             | Никлас Ярунд        | Мортен Скёуг         | Флемминг Давангер                              | ЧМ 1990 (5 место)            |
| 1991—92                     | Тормод Андреассен    | Стиг-Арне Гуннестад  | Флемминг Давангер   | Челль Берг           |                                                | ЧЕ 1991 (7 место)            |
| 1991—92                     | Тормод Андреассен    | Стиг-Арне Гуннестад  | Флемминг Давангер   | Челль Берг           | Пол Трульсен тренер: Бо Бакке                  | ЗОИ 1992 (демо)              |
| 1992—93                     | Тормод Андреассен    | Флемминг Давангер    | Стиг-Арне Гуннестад | Челль Берг           | Пол Трульсен                                   | ЧМ 1993 (6 место)            |
| 1993—94                     | Тормод Андреассен    | Стиг-Арне Гуннестад  | Флемминг Давангер   | Челль Берг           | Терье Люсхёуг                                  | ЧМ 1994 (6 место)            |
| 1996—97                     | Тормод Андреассен    | Стиг-Арне Гуннестад  | Никлас Ярунд        | Челль Берг           | Флемминг Давангер                              | ЧЕ 1996 (6 место)            |
| 1998—99                     | Пол Трульсен         | Ларс Вогберг         | Флемминг Давангер   | Бент Онунн Рамсфьелл | Томас Ульсруд тренер: Оле Ингвальдсен          | ЧМ 1999 (5 место)            |
| 1999—00                     | Пол Трульсен         | Ларс Вогберг         | Флемминг Давангер   | Бент Онунн Рамсфьелл | Оле Ингвальдсен                                | ЧЕ 1999 (5 место)            |
| 1999—00                     | Пол Трульсен         | Ларс Вогберг         | Флемминг Давангер   | Бент Онунн Рамсфьелл | Ян Торесен тренер: Оле Ингвальдсен             | ЧМ 2000 (7 место)            |
| 2000—01                     | Томас Ульсруд        | Торгер Нергор        | Томас Дуэ           | Йохан Хёстмелинген   | Флемминг Давангер тренер: Оле Ингвальдсен      | ЧЕ 2000 (5 место)            |
| 2000—01                     | Пол Трульсен         | Ларс Вогберг         | Флемминг Давангер   | Бент Онунн Рамсфьелл | Торе Торвбротен тренер: Оле Ингвальдсен        | ЧМ 2001                      |
| 2001—02                     | Пол Трульсен         | Ларс Вогберг         | Флемминг Давангер   | Бент Онунн Рамсфьелл | Торгер Нергор тренер: Оле Ингвальдсен          | ЧЕ 2001 (4 место)            |
| 2001—02                     | Пол Трульсен         | Ларс Вогберг         | Флемминг Давангер   | Бент Онунн Рамсфьелл | Торгер Нергор тренер: Оле Ингвальдсен          | ЗОИ 2002                     |
| 2001—02                     | Пол Трульсен         | Ларс Вогберг         | Флемминг Давангер   | Бент Онунн Рамсфьелл | Нильс Сиггорд Андерсен тренер: Оле Ингвальдсен | ЧМ 2002                      |
| 2002—03                     | Пол Трульсен         | Ларс Вогберг         | Флемминг Давангер   | Бент Онунн Рамсфьелл | Нильс Сиггорд Андерсен тренер: Оле Ингвальдсен | ЧМ 2003                      |
| 2003—04                     | Пол Трульсен         | Ларс Вогберг         | Флемминг Давангер   | Бент Онунн Рамсфьелл | Торгер Нергор тренер: Оле Ингвальдсен          | ЧМ 2004 (4 место)            |
| 2004—05                     | Пол Трульсен         | Ларс Вогберг         | Флемминг Давангер   | Бент Онунн Рамсфьелл | Нильс Сиггорд Андерсен тренер: Оле Ингвальдсен | ЧЕ 2004 · ЧМ 2005 (4 место)  |
| 2005—06                     | Пол Трульсен         | Ларс Вогберг         | Флемминг Давангер   | Бент Онунн Рамсфьелл | Торгер Нергор тренер: Оле Ингвальдсен          | ЧЕ 2005                      |
| 2005—06                     | Пол Трульсен         | Ларс Вогберг         | Флемминг Давангер   | Бент Онунн Рамсфьелл | Торгер Нергор тренер: Оле Ингвальдсен          | ЗОИ 2006 (5 место)           |
| 2012—13                     | Бент Онунн Рамсфьелл | Флемминг Давангер    | Бендик Рамсфьелл    | Ole Davanger         |                                                | [ 2 ]                        |
| 2016—17                     | Флемминг Давангер    | Эспен де Ланге       | Morten Tveit        | Robert Wood          | тренер: Томас Лёвольд                          | ЧМВ 2017 (12 место)          |
| 2017—18                     | Флемминг Давангер    | Бендик Рамсфьелл     | Бент Рамсфьелл      | Дагфинн Лоэн         | Rob Wood                                       | [ 3 ]                        |
| 2018—19                     | Флемминг Давангер    | Бент Рамсфьелл       | Morten Tveit        | Rob Wood             | Бендик Рамсфьелл                               | ЧНМ 2019 (5 место)           |
| 2018—19                     | Флемминг Давангер    | Бент Онунн Рамсфьелл | Morten Tveit        | Robert Wood          | Эйгиль Рамсфьелл тренер: Эспен де Ланге        | ЧМВ 2019 (5 место)           |
| 2019—20                     | Флемминг Давангер    | Бент Рамсфьелл       | Morten Tveit        | Rob Wood             | Эйгиль Рамсфьелл                               | ЧНМ 2020 (6 место)           |
| 2021—22                     | Флемминг Давангер    | Бент Онунн Рамсфьелл | Эспен де Ланге      | Morten Tveit         | Rob Wood, Дагфинн Лоэн                         | ЧНМ 2022 (13 место)          |
| 2021—22                     | Флемминг Давангер    | Бент Онунн Рамсфьелл | Эспен де Ланге      | Morten Tveit         | Robert Wood                                    | ЧМВ 2022 (10 место)          |
| 2022—23                     | Флемминг Давангер    | Бент Онунн Рамсфьелл | Эспен де Ланге      | Ole Martin Davanger  |                                                | ЧНМ 2023 (11 место)          |
| 2023—24                     | Флемминг Давангер    | Бент Рамсфьелл       | Эспен де Ланге      | Ларс Вогберг         | Мортен Скёуг                                   | ЧНМ 2024 (9 место)           |
| 2023—24                     | Флемминг Давангер    | Бент Онунн Рамсфьелл | Йохан Хёстмелинген  | Ларс Вогберг         | Эспен де Ланге                                 | ЧМВ 2024 (5 место)           |
| Кёрлинг среди смешанных пар |                      |                      |                     |                      |                                                |                              |
| 2018—19                     | Катрине Ульриксен    | Флемминг Давангер    |                     |                      |                                                | ЧНСП 2019 (6 место)          |

(скипы выделены полужирным шрифтом)

## Частная жизнь
Его дочь Кристине Давангер — тоже кёрлингистка, чемпионка Норвегии среди женщин и смешанных команд.